# Dracorex
Dracorex je bio rod dinosaura iz porodice pahicefalosaurida, koji je nastanjivao Sjevernu Ameriku tijekom razdoblja kasne krede.
Tipična (i jedina poznata) vrsta je Dracorex hogwartsia, što znači " zmajski kralj Hogwartsa ". Poznat je iz jedne gotovo potpune lubanje (holotipni primjerak TCMI 2004/1/17) i iz četiri vratna kralješka - prvog, trećeg, osmog i devetog. Ove su fosilne ostatke otkrila tri paleontologa amatera iz Iowe u formaciji Hell Creek u Južnoj Dakoti. Lubanja je 2004. donirana Dječjem muzeju u Indianapolisu za istraživanje, a 2006. godine su je službeno opisali Bob Bakker i Robert Sullivan. Jack Horner et al., međutim, sumnjaju da je to zapravo mladunče roda Pachycephalosaurus, a jedna analiza fosila pahicefalosaurida, koju su proveli udruženi timovi s više sveučilišta, dovela je u pitanje validnost dva roda (Dracorex i Stygimoloch). Prema njihovom mišljenju, primjerci rodova Dracorex i Stygimoloch mogli bi zapravo predstavljati rane stadije rasta roda Pachycephalosaurus. Kao što članak na internetskoj stranici UC Berkeleya nvodi: "Postoje nejasnoće glede njihovih bizarnih ukrasa na glavi, u koje spadaju kupole, rogovi i bodlje, zato što su se oni drastično mijenjali s odrastanjem i približavanjem spolnoj zrelosti, pa su glave mladunaca bile vrlo različite od lubanja odraslih."

## Opis
Dracorex je biljojed, imao je lubanju prekrivenu bodljama, kvrgama i dugu njušku. Ta vrsta je također imala dobro razvijene supratemporalne otvore i čvrsto oklopljenu ravnu lubanju kojoj je nedostajala kupola karakteristična za pahicefalosauride. Uz te dvije osobine, postojao je i veliki broj osteoderma u obliku nepravilne osteodermne kore od kvrga, većih rogova i šiljaka. Ako se to izuzme, Dracorex je fizički usporediv s rodom Stygimoloch.
U azijske taksone obitelji Pachycephalosauridae spada i veći broj pahicefalosaura s (donekle) ravnim lubanjama (Homalocephale calathocercos, Goyocephale lattimorei i Wannanosaurus yansiensis). Međutim, prije otkrića Dracorexa, jedini pahicefalosaur iz Sjeverne Amerike s djelomično ravnom lubanjom bio je Stegoceras validum. Čak i u tom slučaju, ravnu glavu imali su samo mladi primjerci te vrste.
Osim ravne glave s bodljama, najupadljivija osobina Dracorexa je par ogromnih i nevezanih gornjih temporalnih otvora. Supratemporalni otvori su mnogo veći sprijeda prema natrag i s obje strane nego kod roda Homalocephale i Goyocephale. Nepotpuni ostaci lubanje roda Wannanosaurus pokazuju otvore iste veličine kao i kod roda Dracorex. Takva struktura otvora u lubanji mogla se naći kod arhosaura, ali ne kod ostalih pahicefalosaura.
Ako su veliki gornji otvori morfološki primitivna osobina, onda je taj dio tijela kod Dracorexa najprimitivniji među pahicefalosaurima. Sullivan (2003., 2006.) je, mežutim, pokazao da su najstariji poznati pahicefalosauri zapravo imali kupolu, a da su se oni s ravnom glavom pojavili kasnije. To bi moglo značiti da je posjedovanje kupole primitivna osobina za pahicefalosaure i da je ravna lubanja bez kupole napredna osobina, uz koju su se pojavili veliki otvori. Dok se Stegoceras smatra prijelaznim oblikom između skupina s kupolom i onih bez nje, on zaista možda pokazuje početak vraćanja starih osobina u vidu smanjenja kupole i otvaranja supratemporalnih otvora kod nekih taksona.
Pronađeni primjerak vjerojatno je bila mlada odrasla jedinka. Može se, međutim, zaključiti da je bila blizu spolne zrelosti, zato što je započelo okoštavanje srednjeg dijela vratne kralježnice. Bila je duga oko 3 m.

## Klasifikacija
Moguće je da je Dracorex zapravo mlada jedinka nekog od svojih srodnika, Stygimolocha ili Pachycephalosaurusa, kod koje kupola i rogovi nisu dovoljno razvijeni, bilo zbog toga što je ta jedinka bila mladunče ili ženka. To mišljenje podržano je 2007. godine na godišnjem sastanku Društva za paleontologiju kralježnjaka. Jack Horner je predstavio dokaze dobivene analizom jedinog postojećeg primjerka roda Dracorex, prema kojima bi taj dinoasur mogao biti i mladunče roda Stygimoloch. Osim toga, predstavio je podatke koji ukazuju na to da bi i Stygimoloch i Dracorex mogli biti mlade jedinke roda Pachycephalosaurus. Horner i M.B. Goodwin svoje su nalaze objavili 2009. godine i njima su pokazali da bodlje/kvrge i kosti kupole na glavi kod sve tri vrste pokazuju izrazitu plastičnost. Naglasili su, osim toga i da su i Dracorex i Stygimoloch poznati samo iz ostataka mladih jedinki, dok je Pachycephalosaurus poznat samo iz ostataka odraslih jedinki. Te primjedbe, uz činjenicu da su sva tri roda živjela na istom prostoru u isto vrijeme, navode na zaključak da su Dracorex i Stygimoloch mogli jednostavno biti mlade jedinke roda Pachycephalosaurus, kojima su tijekom odrastanja nestajale bodlje i razvijala se kupola. Istraživači nisu bili u stanju koristiti pravu lubanju za istraživanja pa su umjesto toga koristili odljev u svrhu opisa. Istraživanje koje su 2010. godine proveli Nick Longrich i kolege također je podržalo hipotezu da su svi pahicefalosauri s ravnom lubanjom bili mladunci, na temelju čega bi i rodovi Goyocephale i Homalocephale predstavljali mlade jedinke rodova s kupolom.

## Naziv
Znanstvenike su na naziv Dracorex hogwartsia nadahnuli mladi posjetioci Dječjeg muzeja u Indianapolisu; naziv mu je dan prema zmajevima (Dracorex znači "zmajski kralj"), na koje on izgledom podsjeća, ali je i vezan za knjige Harry Potter koje je napisala J. K. Rowling (hogwartsia prema Hogwartsu, izmišljenoj školi za čarobnjake).

## Vanjske poveznice
- TEDx talk by Jack Horner on shape-shifting dinosaur skulls and dinosaur misclassification. Pristupljeno, 1. lipnja 2014.

- Interaktivni 3D model lubanje Dracorexa s PrehistoricPlanet.com. Pristupljeno, 1. lipnja 2014.
- Profilne stranice Dječjeg muzeja u Indianapolisu. Pristupljeno, 1. lipnja 2014.
- Novinska obavijest za izlaganje vrste Dracorex hogwartsia u muzeju. Pristupljeno, 1. lipnja 2014.